# 240e régiment d'artillerie
Le 240e régiment d'artillerie est un régiment d'artillerie de l'armée française. Comme 240e régiment d'artillerie de campagne (240e RAC), il combat lors de la Première Guerre mondiale puis comme 240e régiment d'artillerie lourde nord-africaine (240e RALNA) lors de la Seconde Guerre mondiale.

## Historique des opérations et garnisons du régiment

### Première Guerre mondiale

#### 1917
- Chemin des Dames
- Bataille de la Malmaison

#### 1918
- Somme
- Picardie
- Aisne

### Seconde Guerre mondiale
Régiment d'active, le 240e régiment d'artillerie lourde nord-africaine est renforcé à la mobilisation de 1939 par le centre mobilisateur d'artillerie no 20 de Nancy. Il fait partie de la 2e division d'infanterie nord-africaine.